# Euphorbia leuconeura

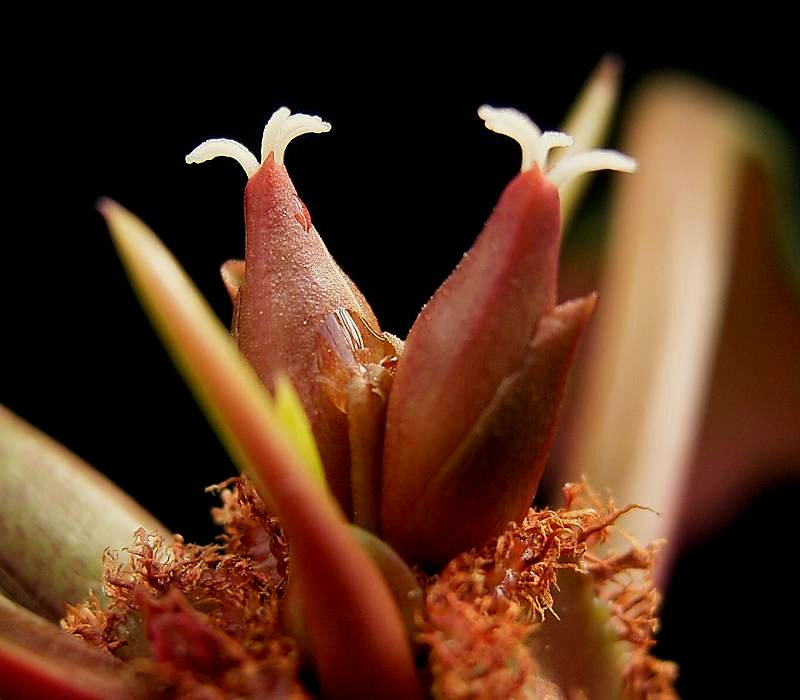
Cyathium – weibliches Stadium

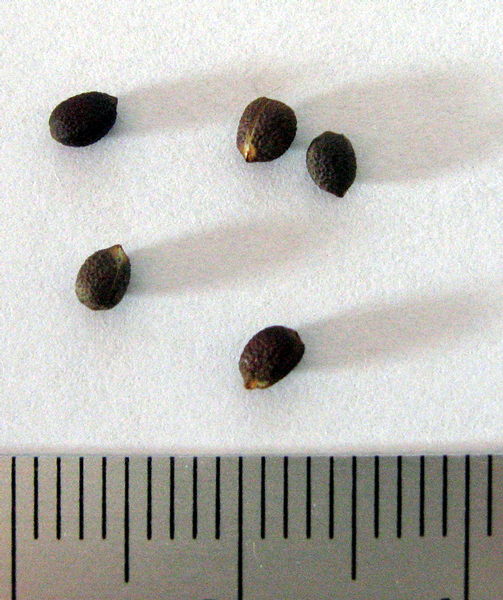
Samen

Euphorbia leuconeura (griechisch λευκός (leukós) = weiß und νευρά (neurá) = Nerv, deutsch Madagascar-Juwel oder, aufgrund der geschleuderten Samen, auch Spuckpalme) ist eine Pflanzenart in der Gattung Wolfsmilch (Euphorbia) aus der Familie der Wolfsmilchgewächse (Euphorbiaceae).

## Beschreibung
Bei Euphorbia leuconeura handelt es sich um einen aufrecht wachsenden, meist unverzweigten, stammsukkulenten Strauch, der Wuchshöhen bis 180 cm erreicht, wenn die Pfahlwurzel weit genug nach unten wachsen kann. Der dunkelgrüne, vier- bis fünfkantige Stamm weist einen Durchmesser von 2 bis 5 cm auf und ist mit Blattnarben versehen. An der Basis ist er schlanker. Die borstigen, zusammenhängenden, braunroten Kanten bestehen aus den Nebenblattdornen. Diese werden bis zu 5 mm lang und schließen die Cyathien (Scheinblüten der Wolfsmilch) ein. Zur Verzweigung neigt die Pflanze erst nach 4- bis 5-wöchigen Trockenphasen, oder wenn sie größer als ca. 50 cm ist.
Die terminalen Laubblätter sind lanzettlich und etwa 15 cm lang und bis 6,5 cm breit. Der Blattstiel ist 4 cm lang. Die Blattspreite ist an der Spitze dunkelgrün, zur Basis hin heller werdend. Die Blattrippen sind weiß (daher der Namenszusatz leuconeura). Nebenblätter sind vorhanden und knorpelähnlich (ohne Chlorophyll und Nervatur).
Je zwei Cyathien sitzen in den Achseln der terminalen Blätter. Sie werden bis zu 4 mm lang und bis zu 1,5 mm breit und sind von grünlich weißer Farbe. Die Form ist zylindrisch. Die Staubblätter ragen weit aus dem Cyathium heraus. Der Fruchtknoten ist unterständig.
Die Kapselfrucht verholzt in der Fruchtreife und reißt dann explosiv auf (Ballochorie). Der kugelige Samen mit einer rauen Oberfläche kann dabei mehrere Meter fortgeschleudert werden, somit gehört diese Euphorbie zu den Austrocknungsstreuern. Die Samenschale ist dunkelbraun, das Endosperm weißlich.

## Verbreitung
Euphorbia leuconeura ist in den nördlichen Küstenregenwäldern Madagaskars endemisch. Die Art steht auf der Roten Liste der IUCN und gilt als gefährdet (Vulnerable).

## Inhaltsstoffe
Der Milchsaft enthält Triterpensaponine und Diterpenester, vor allem Ingenole und Phorbolester.